# Blanc de noirs

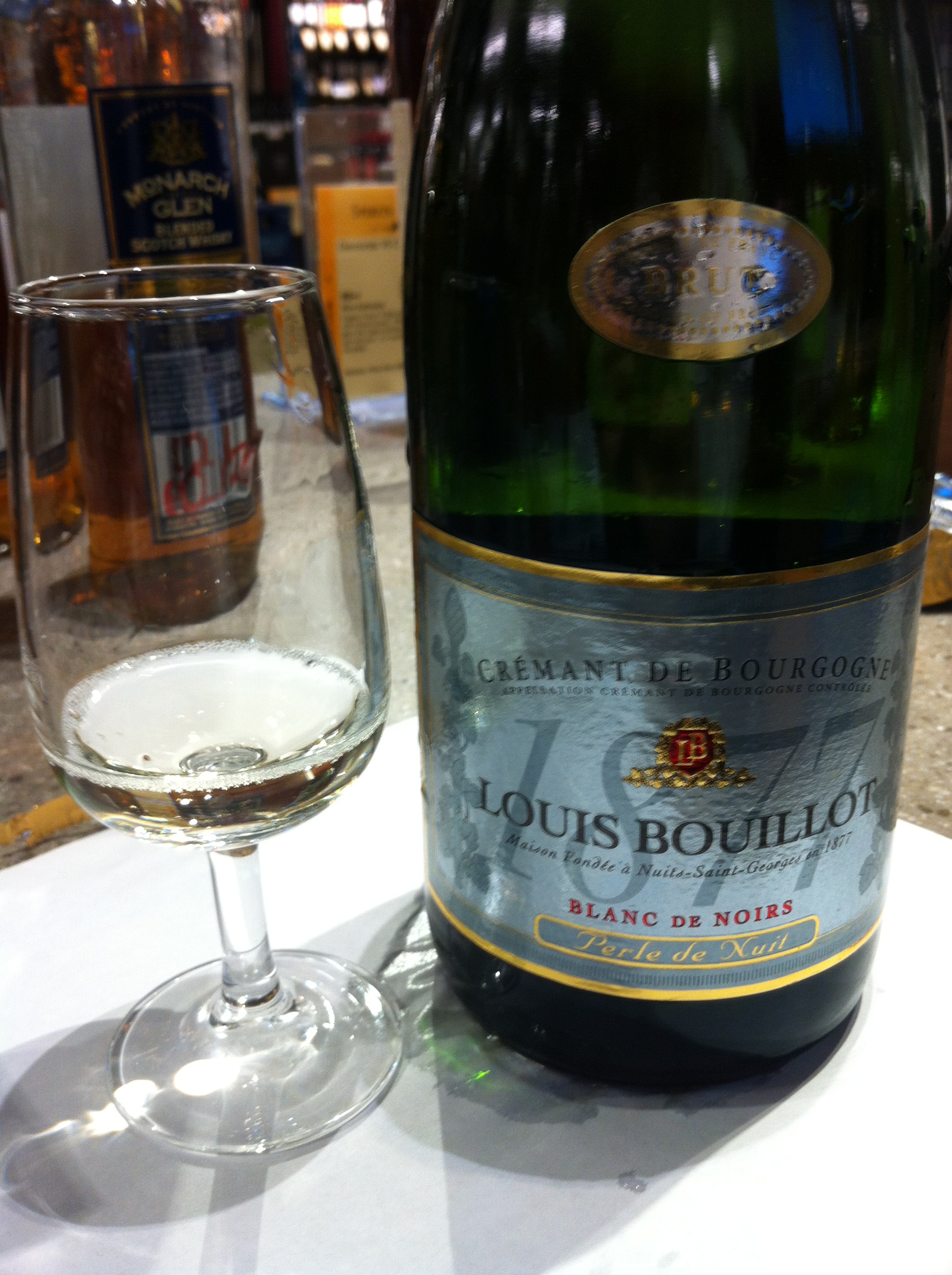
Fles Franse Blanc de noirs-wijn

Blanc de noirs is een uit het Frans afkomstige term en een benaming voor witte wijn gemaakt van blauwe druiven.
De term wordt vooral gebruikt om het type champagne aan te geven. Deze witte wijn wordt van blauwe druivensoort pinot noir of pinot meunier of van een combinatie van beide gemaakt. Deze champagne is fruitiger en krachtiger van structuur dan bijvoorbeeld blanc de blancs champagnes en een grote groep bruts zonder jaartal (bruts sans millésime). Daarnaast wordt de benaming ook gebruikt voor wijnen als Cabernet Sauvignon of Pinot noir. Soms worden champagnes geassembleerd die uitsluitend uit de blauwe pinot noir zijn samengesteld. Een zeldzaam voorbeeld is de Bollinger Vieilles Vignes Françaises.   
Om Blanc de Noir-wijnen te maken, verwijdert men direct na het persen de schillen waardoor geen anthocyaan uit de schillen in de most terecht kan komen. Door een verschillende duur van het contact met de schillen kan de kleur van de wijnen variëren van lichtpaars tot abrikooskleurig.

champagne · 
Dom Pérignon · 
champagnehuis · 
méthode traditionnelle · 
roséchampagne · 
rosé de saignée ·  
pinot noir · 
pinot meunier · 
chardonnay · 
voltis · 
échelle des crus · 
grand cru · 
premier cru · 
tête de cuvée · 
taille · 
Montagne de Reims · 
Côte des Blancs · 
coteaux champenois · 
alcoholische gisting · 
malolactische fermentatie · 
assemblage · 
réserve · 
liqueur de tirage · 
sur lattes · 
prise de mousse · 
mousse · 
à point · 
remuage · 
dégorgement · 
liqueur d'expédition · 
millésime · 
monocépage · 
clos · 
blanc de blancs · 
blanc de noirs · 
brut sans année · 
kometenwijn · 
cuvée de prestige · 
dosage · 
muselet · 
brut · 
formaat van champagneflessen · 
afkortingen op etiketten